# Санта-Марія-а-Монте
Санта-Марія-а-Монте (італ. Santa Maria a Monte) — муніципалітет в Італії, у регіоні Тоскана, провінція Піза.
Санта-Марія-а-Монте розташована на відстані близько 250 км на північний захід від Рима, 50 км на захід від Флоренції, 23 км на схід від Пізи.
Населення — 13 213 осіб (2014).
Щорічний фестиваль відбувається у Великодний понеділок. Покровитель — Diana Giuntini.

## Демографія
Населення за роками:

Станом на 1 січня 2023 року в муніципалітеті офіційно проживало 1179 іноземців з 55 країн, серед них 307 громадян країн Євросоюзу та 13 громадян України.

## Уродженці
- Романо Фольї (*1938) — відомий у минулому італійський футболіст, півзахисник, згодом — футбольний тренер.

## Сусідні муніципалітети
- Б'єнтіна
- Кальчиная
- Кастельфранко-ді-Сотто
- Монтополі-ін-Валь-д'Арно
- Понтедера